# Methika Jiranorraphat
Methika Jiranorraphat (tiếng Thái: เมธิกา จีรนรภัทร, phiên âm: Mê-thí-ka Chi-ra-nô-ra-phát, sinh ngày 19 tháng 6 năm 1999) còn có biệt danh là Jane (tiếng Thái: เจน), tên tiếng Trung là Diệp Trân (叶臻) hoặc Diệp Chỉ Dư (叶芷妤), là một nữ diễn viên, ca sĩ người Thái Lan - Đài Loan.
Cô đổi tên từ Ramida Jiranorraphat thành Methika Jiranorraphat và công bố với người hâm mộ vào ngày 27 tháng 1 năm 2025 khi tung poster MV ca nhạc แค่เอาคืน của KNOMJEAN do cô và Supatsara Thanachat đóng cùng nhau.
Cô là Á hậu 2 cuộc thi Miss Teen Thái Lan 2014. Cô được biết đến với vai trò là diễn viên trong những bộ phim như Teenage Mom, The Gifted, Chàng hoàng tử trong mơ, Home School... Cô từng là thành viên của nhóm nhạc nữ Thái Lan Sizzy, cho đến trước thời điểm cô rời công ty.

## Tiểu sử và học vấn
Jane sinh ngày 19 tháng 6 năm 1999 tại Bangkok, Thái Lan. Mẹ cô là người Thái Lan và cha cô là người Đài Loan. Cô là con út trong gia đình có 3 chị em.
Cô đã theo học một số trường Quốc tế ở Thái Lan trong suốt thời thơ ấu của mình. Đến năm học lớp 4, cô đã đến Đài Loan để thực hành tiếng Trung của mình. Cô từng học trung học tại trường Sarasas Witaed Bangbon. Năm 2020, cô tốt nghiệp Khoa Nghệ thuật Truyền thông, Đại học Bangkok.

## Sự nghiệp
Cô từng tham gia thử giọng cho JYP và YG nhưng không được nhận.
Năm 2015, cô ra mắt với tư cách là diễn viên trong bộ phim Love Sick The Series 2. Từ đó, cô tham gia thêm nhiều bộ phim khác của GMMTV với vai trò là nghệ sĩ chính thức.
Năm 2017, cô tham gia bộ phim Teenage Mom và ra mắt với tư cách nghệ sĩ solo với MV debut Chọn Cách Yêu (เลือกที่จะรัก - OST Teeanage Mom).
Năm 2019, cô ra mắt với tư cách là thành viên của nhóm nhạc nữ SISSY (Sau này đổi tên thành SIZZY) với MV debut Loading Love. Cùng năm, cô nhận giải thưởng Kazz Awards về hạng mục Young Girls of The Year.
Năm 2020, cô cùng với SIZZY ra mắt MV thứ hai mang tên Love Score hợp tác với Nanon Korapat Kirdpan. Cùng năm, cô nhận giải thưởng Kazz Awards về hạng mục Popular Female Teenage.
Năm 2024, cô đã rời công ty GMM và trở thành diễn viên tự do.

## Danh sách phim

### Phim điện ảnh
| Năm  | Tên phim       | Vai                           | Ghi chú   |
| ---- | -------------- | ----------------------------- | --------- |
| 2017 | My Subject God | Jiang Yue (Giang Duyệt)       | Nữ Chính  |
| 2019 | Lost in Love   | Philharmonic Orchestra Member | Khách mời |

### Phim truyền hình
| Năm  | Tên phim                           | Vai                       | Đài            | Ghi chú                          |
| ---- | ---------------------------------- | ------------------------- | -------------- | -------------------------------- |
| 2015 | Love Sick 2                        | Tai                       | Channel 9      | Nữ Phụ                           |
| 2015 | The School                         | Jane                      |                | Nữ Chính                         |
| 2015 | Room Alone 2                       | Ploen                     | GMMTV, LINE TV | Nữ Phụ                           |
| 2016 | Part Time                          | White                     | Channel 9      | Nữ Chính                         |
| 2016 | Lovey Dovey                        | Kookai (Young)            | GMMTV, Netflix | Nữ Phụ                           |
| 2016 | U-Prince: The Foxy Pilot           | Loma                      | GMM 25         | Nữ Phụ                           |
| 2017 | U-Prince: The Playful Comm-Arts    | Loma                      | GMM 25         | Nữ Phụ                           |
| 2017 | U-Prince: The Extroverted Humanist | Loma                      | GMM 25         | Nữ Phụ                           |
| 2017 | U-Prince: The Single Lawyer        | Loma                      | GMM 25         | Nữ Phụ                           |
| 2017 | U-Prince: The Crazy Artist         | Loma                      | GMM 25         | Nữ Phụ                           |
| 2017 | U-Prince: The Badly Politics       | Loma                      | GMM 25         | Nữ Phụ                           |
| 2017 | U-Prince: The Ambitious Boss       | Loma                      | GMM 25         | Nữ Phụ                           |
| 2017 | Med in Love                        | Kanomphing                | GMMTV          | Nữ Chính                         |
| 2017 | My Dear Loser                      | Peach                     | GMMTV          | Nữ Chính, phần Edge of 17        |
| 2017 | My Dear Loser                      | Peach                     | GMMTV          | Khách mời, phần Happy Ever After |
| 2017 | Teenage Mom                        | Fah (Thikamporn Worawong) | GMMTV          | Nữ Chính                         |
| 2018 | The Gifted                         | Claire (Irin Charaspan)   | GMMTV          | Nữ Chính                         |
| 2019 | Wolf                               | Ping                      | GMM25          | Khách mời                        |
| 2019 | Love Beyond Frontier               | Ple                       | GMMTV          | Nữ Chính                         |
| 2020 | Angel Beside Me                    | Lin (Linrada)             | GMMTV          | Nữ Chính                         |
| 2020 | The Gifted: Graduation             | Claire (Irin Charaspan)   | GMMTV, LINE TV | Nữ Chính                         |
| 2020 | After Dark                         | Dao                       | WeTV           | Nữ Chính, tập 1,4,10-13          |
| 2020 | Wake Up Ladies: Very Complicated   | Lookmai                   | GMMTV, LINE TV | Nữ Chính                         |
| 2021 | The Player                         | Eve                       | GMM25          | Nữ Chính                         |
| 2022 | Oops! Mr. Superstar Hit on Me      | Cake                      | GMM25          | Nữ Chính                         |
| 2022 | Club Sapan Fine 2                  | May                       | GMM25          | Nữ Chính, tập 3                  |
| 2022 | Good Old Days                      |                           | GMM25          | Khách mời, tập 2                 |
| 2023 | Home School                        | White                     | GMM25          | Nữ Chính                         |
| 2024 | Beauty Newbie                      | Faye                      | GMM25          | Nữ Phụ                           |

### Chương trình truyền hình
| Năm  | Tên                         | Vai trò                 | Đài     | Ghi chú                                                       |
| ---- | --------------------------- | ----------------------- | ------- | ------------------------------------------------------------- |
| 2017 | #TEAMGIRL                   | Thành viên thường xuyên | GMM25   | Tập 130                                                       |
| 2017 | Game of Teens               | Khách mời               | GMM25   | Tập 31-32                                                     |
| 2018 | School Rangers              | Khách mời               | GMM25   | Tập 44-46, 63-64, 102-103, 133-134, 147-148, 198-199, 224-225 |
| 2019 | Arm Share                   | Khách mời               | GMMTV   | Tập 27, 46                                                    |
| 2019 | Beauty & The Babes Season 2 | MC                      | GMM25   |                                                               |
| 2020 | Talk with Toey              | Khách mời               | GMM25   | Tập 37, 47                                                    |
| 2020 | Come & Join Gun             | Khách mời               | GMM25   | Tập 4                                                         |
| 2020 | Share Loma                  | Khách mời               | Youtube | Tập 16                                                        |
| 2020 | LogLog                      | Khách mời               | Youtube | Tập 17                                                        |
| 2020 | Beauty & the Babes Season 3 | Huấn luyện viên         | GMM25   |                                                               |

## Âm nhạc

### Video âm nhạc

#### Solo
| Năm  | MV        | Ghi chú                          |
| ---- | --------- | -------------------------------- |
| 2017 | เลือกที่จะรัก | Ca khúc đầu tay, OST Teenage Mom |

#### Hợp tác
| Năm  | MV                                 | Ghi chú                                                                                    |
| ---- | ---------------------------------- | ------------------------------------------------------------------------------------------ |
| 2019 | ชักช้า(เอิงเอย): Loading Love         | Với tư cách là thành viên Sizzy, MV debut của nhóm                                         |
| 2020 | เปลี่ยนคะแนนเป็นแฟนได้ไหม (Love Score) | Với tư cách là thành viên Sizzy, hợp tác với Korapat Kirdpan                               |
| 2021 | ห้ามใจ (Unstoppable)                | Với tư cách là thành viên Sizzy, OST 46Days                                                |
| 2022 | พิสูจน์ " (Prove It)                  | Với tư cách là thành viên Sizzy, OST Oops! Mr. Superstar Hit On Me                         |
| 2022 | รับผิดชอบใจฉันด้วย " (Love Response)   | Với tư cách là thành viên Sizzy, hợp tác với Pirapat Watthanasetsiri và Sahaphap Wongratch |
| 2023 | HUI LAY HUI                        | Với tư cách là thành viên Sizzy, hợp tác với LYKN                                          |

### Video âm nhạc đã xuất hiện
| Năm  | MV                      | Nghệ sĩ                   | Ghi chú                  |
| ---- | ----------------------- | ------------------------- | ------------------------ |
| 2015 | อย่าโวยวาย               | Maripha Siripool          | OST Room Alone 2         |
| 2015 | บทเรียนจากน้ำตา           | Oranicha Krincha          | OST Room Alone 2         |
| 2017 | ฉันทำได้ทุกอย่าง...เพื่อคนที่รัก | Achirawich Saliwattana    | OST Med in Love          |
| 2017 | อย่าเอาเรื่องจริงมาล้อเล่น    | Jirakit Thawornwong       | OST Med in Love          |
| 2017 | ออกตัว                   | Korapat Kirdpan           | OST My Dear Loser        |
| 2017 | อย่าทำร้าย                | Purim Rattanaruangwattana | OST My Dear Loser        |
| 2018 | หลุดพ้น                   | Suveera Boonrod           | OST The Gifted           |
| 2018 | ไม่มีคำสัญญา               | Suchart Saeheng           | OST The Gifted           |
| 2019 | เกมล่าเธอ                | Suthita Chanachaisuwan    | OST Wolf                 |
| 2019 | ยิ่งรักยิ่งเจ็บ               | Perawat Sangpotirat       | OST Love Beyond Frontier |
| 2020 | Beside You              | AP1WAT                    | OST Angel Beside Me      |
| 2023 | พักอิงซบ                  | Pongkool Suebsung         |                          |
| 2024 | อย่าฝืน                   | PERSES                    |                          |
| 2024 | SUPER SECRET            | Pruk Panich               |                          |
| 2024 | พูดไม่ฟัง                  | DICE_SONRAY               |                          |
| 2025 | แค่เอาคืน                 | KNOMJEAN                  |                          |

## Giải thưởng
| Năm  | Giải thưởng                               | Hạng mục                         | Kết quả   |
| ---- | ----------------------------------------- | -------------------------------- | --------- |
| 2014 | Miss Teen Thái Lan 2014                   | Á hậu 2                          | Đoạt giải |
| 2019 | Kazz Awards                               | Young Girls of The Year          | Đoạt giải |
| 2020 | Kazz Awards                               | Popular Female Teenage           | Đoạt giải |
| 2020 | Kazz Awards                               | Sao Waisai                       | Đề cử     |
| 2021 | Giải thưởng Truyền hình Châu Á lần thứ 26 | Nữ diễn viên chính xuất sắc nhất | Đề cử     |
| 2021 | 12th Nataraj Awards Announcement          | Nữ diễn viên chính xuất sắc nhất | Đề cử     |